# 弗拉基米尔·尼古拉耶维奇·雅科夫列夫
弗拉基米尔·尼古拉耶维奇·雅科夫列夫（羅馬化：Vladimir Nikolayevich；1954年8月17日—）是俄罗斯军事领导人、大将。他曾于1997年至2001年间担任俄罗斯战略火箭军司令。